# Zeitschrift für Kunstgeschichte
Die Zeitschrift für Kunstgeschichte (ZfK) ist die renommierteste deutsche Fachzeitschrift für Kunstgeschichte. Sie wurde 1932 in Berlin gegründet und erscheint seit dem 12. Jahrgang (1949) im Deutschen Kunstverlag Berlin/München. Die Zeitschrift für Kunstgeschichte veröffentlicht Aufsätze, kürzere Miszellen, Debattenbeiträge und Buchbesprechungen. Sie arbeitet nach dem Prinzip des zweifachen, Autoren und Gutachter anonymisierenden double-blind peer review, von dem nur Debattenbeiträge und Rezensionen ausgenommen sind. Pro Jahr erscheinen vier Hefte von zumeist 144 Druckseiten, die auch online vertrieben werden. Seit 2023 erscheint die Zeitschrift im Open Access.

## Geschichte
Die Zeitschrift für Kunstgeschichte folgte 1932 dem Repertorium für Kunstwissenschaft nach, dessen letzter Band 1931 erschienen war. Das Repertorium war seinerseits 1876 als Nachfolger der Jahrbücher für Kunstwissenschaft gegründet worden, die von 1868 bis 1873 erschienen waren. Die Zeitschrift für Kunstgeschichte ist offen für sämtliche Epochen, Gegenstände und methodischen Ansätze. Die von unabhängigen Fachgutachtern zumeist an Universitäten und Museen geprüften wissenschaftlichen Beiträge werden in deutscher, englischer, französischer oder italienischer Sprache veröffentlicht. Besonderes Anliegen der Zeitschrift ist es, das sich immer weiter ausdifferenzierende Fach Kunstgeschichte in seiner ganzen Breite anzusprechen und den Dialog über die Grenzen verschiedener Teilbereiche des Faches hinweg zu intensivieren.
Gegründet wurde die Zeitschrift von Wilhelm Waetzoldt und Ernst Gall, fortgeführt wurde sie danach von Margarete Kühn, Georg Kauffmann und Reiner Haussherr sowie Andreas Beyer, Alexander Markschies und Andreas Tönnesmann. Von Anbeginn war die Zeitschrift für Kunstgeschichte durch das informelle Zusammenwirken des Verlages und ehrenamtlich tätigen Herausgebern geprägt, die in der Regel als Hochschullehrer wirkten. Als langfristig problematisch an dieser Konstellation erwies sich die Finanzierung der Redaktion, da sich die zwischenzeitlich engagierte Deutsche Forschungsgemeinschaft bereits in den 1970er Jahren zurückzog und öffentliche Drittmittelgeber zunehmend auf Open Access als Voraussetzung einer Förderung bestehen. Ohne die Umstellung zu einem E-Journal könnte ein solches Modell wiederum die Kosten für Druck, Satz und Vertrieb der Zeitschrift nicht tragen. Dem Rücktritt der seit Anfang 2015 die Zeitschrift herausgebenden Beate Fricke, Ursula Frohne, Johannes Grave und Michael F. Zimmermann im Dezember 2019 ging, bedingt durch das Auslaufen der bisherigen Förderung durch die Rudolf-August-Oetker-Stiftung und die Universität Bielefeld, ein Streit mit dem Verlag um den Namen der Zeitschrift und die Publikation im Open Access voraus, dem dieses strukturelle Problem der Finanzierung zugrunde lag. Die zurückgetretenen Herausgeberinnen und Herausgeber gründeten im Anschluss ein „Open-Access-eJournal“ mit dem Titel 21: Inquiries into Art, History, and the Visual – Beiträge zur Kunstgeschichte und visuellen Kultur.
Seit Januar 2020 durch Gerrit Walczak als Redakteur fortgesetzt, wurde die Zeitschrift für Kunstgeschichte Anfang 2021 am Zentralinstitut für Kunstgeschichte in München verankert. Im gleichen Zug erhielt die Zeitschrift mit Burcu Dogramaci, Ann-Sophie Lehmann, Brigitte Sölch, Michael Cole und Gregor Wedekind neue Herausgeberinnen und Herausgeber, deren Wahl auf fünf Jahre durch den ebenfalls neu eingerichteten wissenschaftlichen Beirat erfolgte. Der derzeit knapp vierzigköpfige Beirat wird seinerseits durch Wahl an den kunsthistorischen Instituten und Forschungseinrichtungen in Deutschland sowie den drei deutschen Auslandsinstituten in Florenz, Paris und Rom bestimmt. Dieses Modell soll neben möglichst großer demokratischer Teilhabe des Faches insgesamt auch regelmäßige und transparente Wechsel der Herausgeberschaft gewähren. 
Die Verankerung am Zentralinstitut für Kunstgeschichte in München wurde Ende 2024 wieder aufgehoben. Seit 2025 betreut Gerrit Walczak die Zeitschrift als freier Mitarbeiter für den Deutschen Kunstverlag in Berlin.